# 9×18mm Makarov
O 9×18mm Makarov designado como 9mm Makarov pela C.I.P. também chamado de 9×18mm PM, é um cartucho de fogo central metálico soviético utilizado em pistolas e submetralhadoras. 
Durante a segunda metade do século XX, era O cartucho de pistola militar padrão da União Soviética e do "bloco oriental", análogo ao 9x19mm Parabellum usado na OTAN e no bloco ocidental.

## Histórico
Durante a Segunda Guerra Mundial e o início da Guerra Fria, o 7,62×25mm Tokarev foi o cartucho de pistola automática padrão para a União Soviética e seus satélites no Leste Europeu. Essa munição ainda está em uso por muitos desses países hoje. Durante a guerra, o Exército Vermelho encontrou algumas deficiências em sua pistola TT-33 7,62 mm, uma das quais era a tendência de deixar cair inadvertidamente seu carregador durante a operação. O exército queria algo mais leve, com a liberação do carregador em sua base em vez de um botão e munições diferentes. Um desenho de "blowback direto" foi escolhido para a operação da pistola, uma vez que seria rápido e barato de fabricar, além de preciso, devido ao desenho de cano fixo permitido por esse tipo de mecanismo de ação.
O 9×18mm Makarov foi projetado por Boris V. Semin em 1946 e destinava-se a ser uma munição de poderio intermediário com um modesto impulso de ferrolho que pudesse funcionar com segurança em uma pistola de "blowback simples" ou "blowback direto". Foi baseado no cartucho 9×18mm Ultra que foi desenvolvido em 1936 pela Gustav Genschow & Co. para a Luftwaffe alemã, como uma alternativa mais poderosa para o 9×17mm usado na Walther PP, também uma pistola de design de blowback simples. Nikolay Fyodorovich Makarov passou a projetar a "Pistola Makarov" (PM) em torno do cartucho "9×18mm" em 1947. Em 1951, a pistola Makarov e a munição foram aceitas pelo Exército Soviético, portanto, a munição tornou-se comumente conhecida como Makarov (não é sua designação oficial).
Os calibres na URSS eram medidos entre os "cheios" do estriamento e não entre os "fundos". Como tal, a munição 9×18mm Makarov usa uma bala de diâmetro maior do que outros cartuchos de 9 mm comuns, medindo 9,27 mm (0,365 pol.), Em comparação com 9,017 mm (0,355 pol.) do 9×19mm Parabellum. Após sua introdução em 1951, a munição 9×18mm Makarov se espalhou pelas forças armadas das nações do bloco oriental.

## Dimensões
O cartucho 9×18mm Makarov tem  0,83 ml (12,8 grãos de H2O) de capacidade volumétrica.

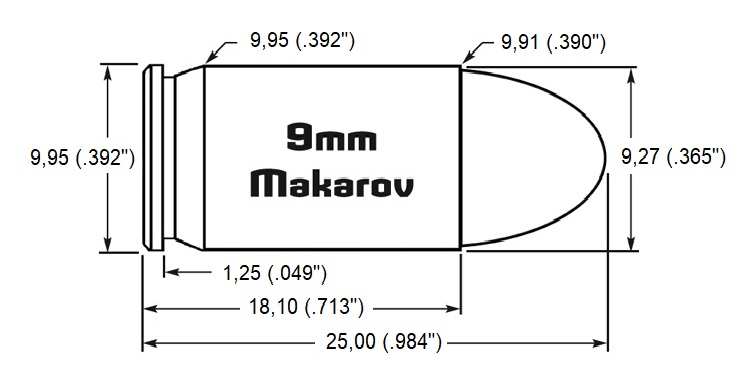

A taxa de torção de estrias comum para este cartucho é 1 em 240 mm (9,45 pol.), 4 ranhuras, ø terras = 9,00 mm, ø ranhuras = 9,27 mm, largura de terreno = 4,50 mm e o tipo de primer é pequena pistola.

De acordo com o C.I.P. oficial (Commission Internationale Permanente Pour L'Epreuve Des Armes A Feu Portatives) decide que o caso Makarov de 9 × 18 mm pode suportar pressão piezo de até 160,00 MPa (23.206 psi). Em C.I.P. países regulamentados, toda combinação de cartuchos de pistola deve ser à prova de 130% desse C.I.P. pressão para certificar a venda aos consumidores.
O 9×18mm Makarov é balisticamente inferior ao cartucho Parabellum de 9 × 19 mm. Embora não haja especificações de pressão SAAMI oficiais para o cartucho Makarov de 9 × 18 mm, os testes indicam que a munição excedente desenvolve pressões em meados de 20.000 psi, significativamente menos do que os 35.000 psi ou mais gerados por cargas de Parabelo (+ P) de 9 × 19 mm. Como tal, é projetado para ser usado em semiautomáticos blowback de baixa potência, bem como o cartucho .380 ACP, em vez de designs de culatra bloqueada encontrados, mas nem sempre necessários, para cartuchos de pressão mais alta como o Parabellum 9 × 19mm.

## Especificações básicas de cargas de serviço russas do século XXI
As munições 9×18mm Makarov em uso com as Forças Armadas da Federação Russa são projetadas para pistolas e metralhadoras. Em 2003, havia várias variantes de 9 × 18 mm Makarov produzidas para diversos fins. Todos usaram metal cladeado como material da caixa. O cartucho 57-N-181S é carregado com uma bala de núcleo de aço e é projetado para matar pessoas em um alcance de até 50 m (55 jardas). A bala tem um envelope de metal revestido cobrindo totalmente o núcleo. O nariz da bala é esférico, sem cor distintiva da ponta. Ele pode penetrar em uma placa de aço St3 de 1,3 mm de espessura ou uma placa de aço comum de 5 mm a 20 m (22 jd). O cartucho RG028 é carregado com uma bala de penetração aprimorada e é projetado para matar pessoas usando armadura corporal. A bala tem um núcleo de aço endurecido. O cartucho SP-7 é carregado com uma bala de efeito de parada aprimorado e é projetado para derrotar alvos vivos. A bala tem uma ponta preta. O cartucho SP-8 é carregado com uma bala de baixa penetração e é projetado para combate pessoal.
| Designação do cartucho        | 57-N-181S          | RG028                | SP-7                 | SP-8               |
| ----------------------------- | ------------------ | -------------------- | -------------------- | ------------------ |
| Peso do cartucho              | 10 g (154 gr)      | 11 g (170 gr)        | 8 g (123 gr)         | 8,5 g (131 gr)     |
| Peso da bala                  | 6 g (92,6 gr)      | 6 g (92,6 gr)        | 6 g (92,6 gr)        | 5 g (77,2 gr)      |
| velocidade de saída           | 298 m/s (978 ft/s) | 325 m/s (1 066 ft/s) | 420 m/s (1 378 ft/s) | 250 m/s (820 ft/s) |
| Energia de saída              | 251 J (185 ft-lbf) | 317 J (234 ft-lbf)   | 417 J (308 ft-lbf)   | 156 J (115 ft-lbf) |
| Acurácia a 25 m (27 yd) (R50) | 32 mm (1,3 pol)    | 32 mm (1,3 pol)      |                      | 32 mm (1,3 pol)    |

R50 a 25 m (27 yd) significa que os 50 por cento mais próximos do grupo de tiro estarão todos dentro de um círculo com o diâmetro mencionado a 25 m (27 yd).

## Galeria

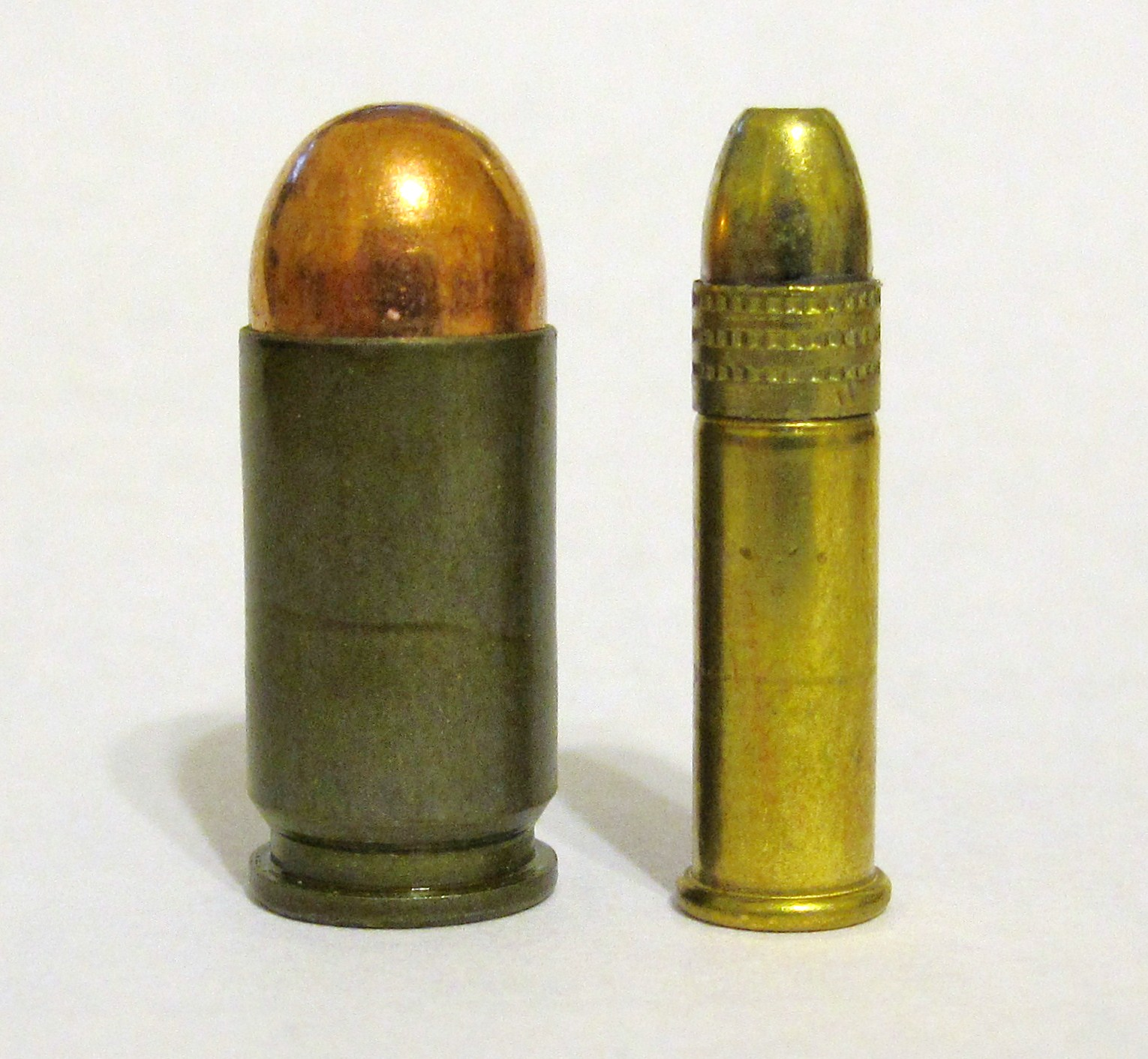
Um 9×18mm Makarov comparado a um .22LR com bala de ponta oca.
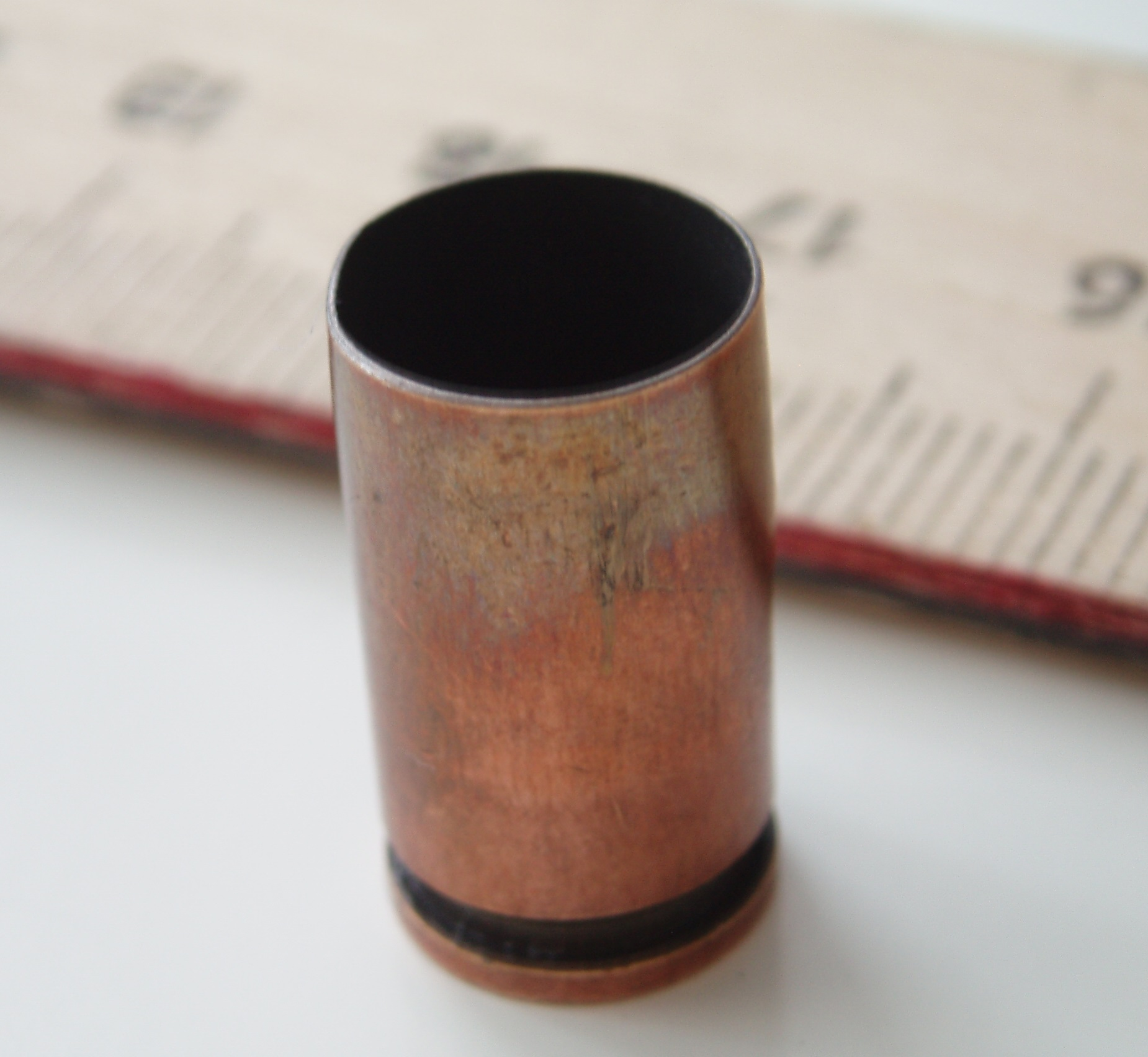
Um estojo de 9×18mm Makarov.
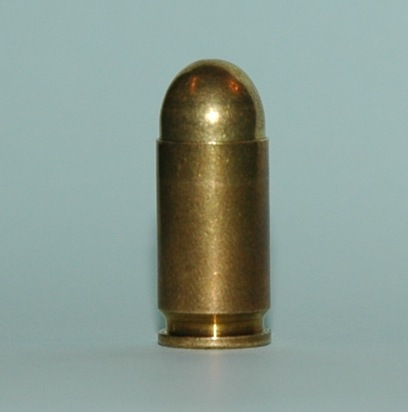
Um cartucho 9×18mm Makarov.
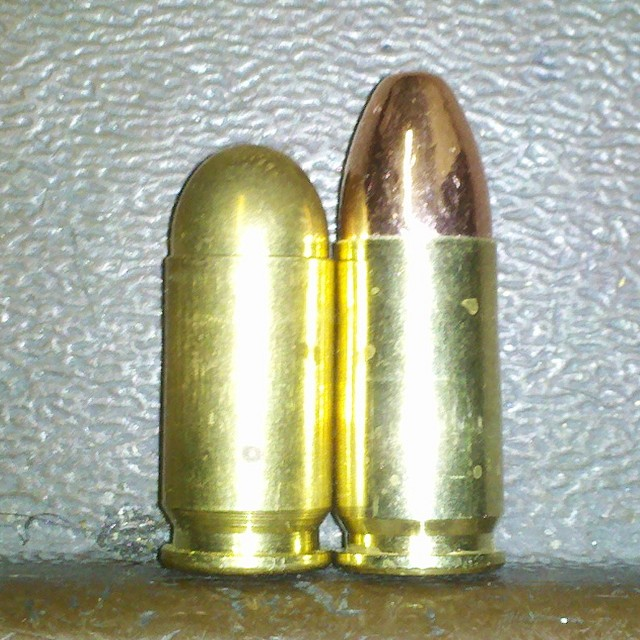
Um 9×18mm Makarov comparado a um 9×19mm Parabellum com bala jaquetada.
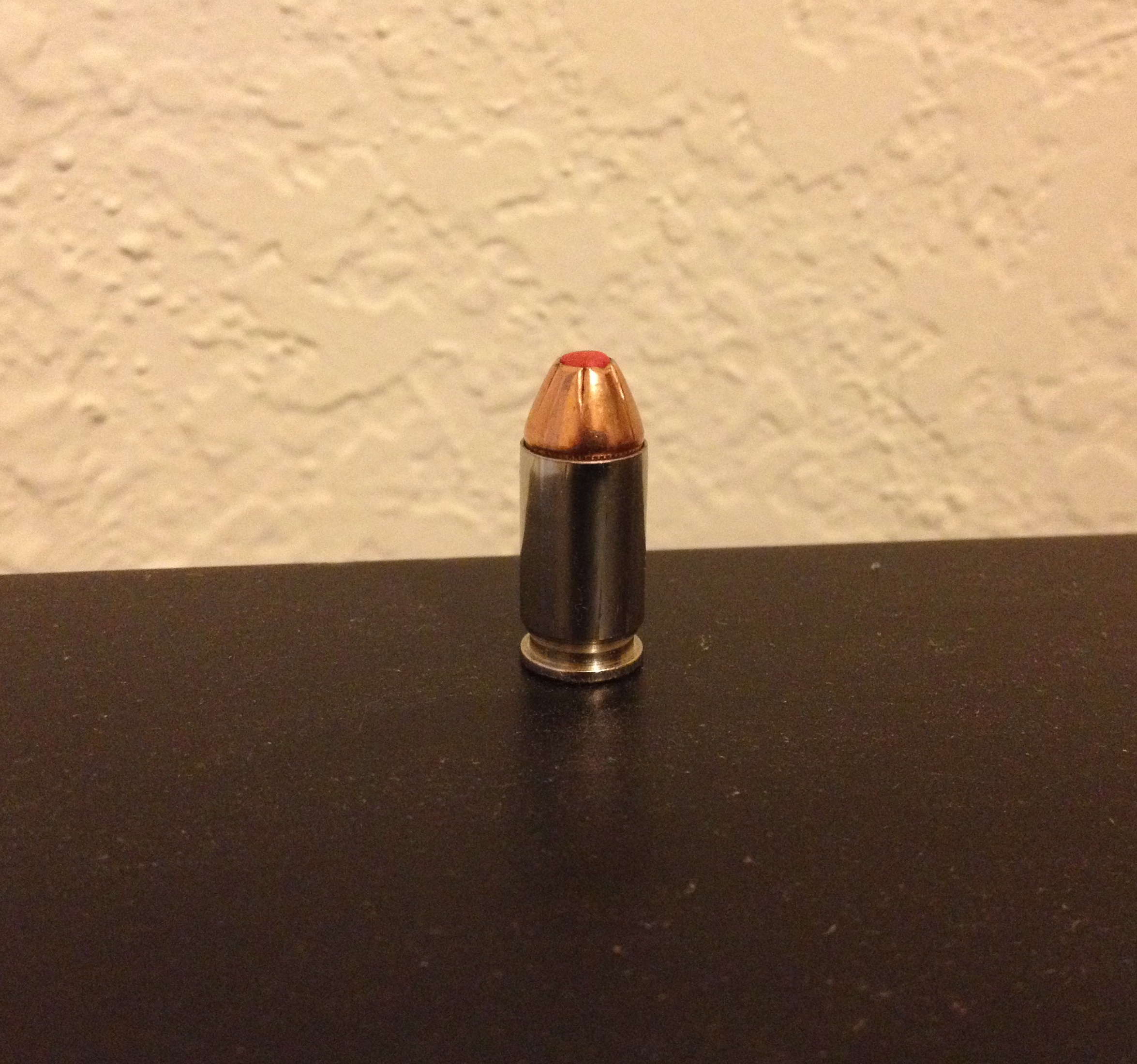
Um cartucho 9×18mm Makarov FTX com bala de ponta oca.

## Armas de fogo projetadas para o 9×18mm Makarov

### Pistolas
- Pistola Makarov
- Pistola Automática Stechkin
- MP-448 Skyph
- CZ 82
- FEG PA-63, SMC-918, R-61,[8] RK-59[9]
- P-83 Wanad
- P-64
- R-92
- OTs-01 Kobalt
- OTs-27 Berdysh
- OTs-33 Pernach
- Fort-12
- Grand Power P9M
- ZVI KEVIN M
- SilencerCo Maxim 9

### Submetralhadoras e pistolas de alta capacidade
- Škorpion
- PM-63 RAK
- PM-84 Glauberyt
- PP-90 Penal
- PP-91 KEDR
- PP-93
- OTs-02 Kiparis
- OTs-33 Pernach
- PP-19 Bizon
- PP-19-01
- Arsenal Shipka
- K6-92 Borz usada pela República Chechena da Ichkeria durante a Primeira Guerra da Chechênia

## Usuários
- União Soviética, depois  Rússia
- Polónia
- Ucrânia
- Cuba
- Vietname
- Bulgária
- China
- Tchecoslováquia
- Eslováquia
- Outros

## Sinônimos
- 9mm Makarov
- 9×18mm
- 9×18mm PM
- 9mm Mak
- 9×18mm Soviético